# Малый Груздовник
Малый Груздовник — упразднённая в 2003 году деревня в Яранском районе Кировской области России. На год упразднения входила в состав Знаменского сельского округа.

## География
Урочище находится в юго-западной части региона, в зоне хвойно-широколиственных лесов, у реки Ламба, возле южной окраины местечка Знаменка.
Абсолютная высота — 111 метров над уровнем моря.

## Топоним
К 1802 году известен под названием Ланбинской, к 1873 году зафиксирован под собственным названием и под описательным — Ланбинской (Груздовник малый), в 1905 г. — починок	Ламбинский, по переписи 1926 г. под двойным названием -  деревня Мал. Груздовик, Ламбинский, к 1950 году — Малый Груздовник.

## История
Список населённых мест Вятской губернии 1802 г. приводит данные по селению в п.	Ланбинском, входящим в: Яранская округа, Кугушергская волость, где в 4 дворах проживали ясашные, 13 душ мужского пола (Ведомости о селениях Вятской губернии на 1802 год // ЦГАКО. Ф. 538. Оп. 22. Ед. хр. 48, лист 160).
Список населённых мест Вятской губернии 1859—1873 гг. описывает Ланбинской (Груздовник малый) как починок казённый	при ррч. Яране и Ланбе, входящим в	Яранский уезд, Стан 1, стоящую по правую сторону Царевококшайской коммерческой дороги, из г. Яранска по границе с Казанской губернией. В 11 дворах 87 жителей, из них мужчин 42, женщин 45.
Населённый пункт был снят с учёта Законом Кировской области от 03.06.2003 № 164-ЗО

## Население
В 1926 году население деревни составляло 200 человек (102 мужчины и 98 женщин), к 1950 году проживало 125 человек.

## Инфраструктура
Было развито сельское хозяйство, личные подворья.
В 1926 году насчитывалось 39 крестьянских хозяйств, в 1950 году — 31 домохозяйство.

## Транспорт
К востоку проходит автодорога Р-176 Вятка, у западной окраины — железная дорога. На север отходит просёлочная дорога в Знаменку, где есть железнодорожный остановочный пункт Знаменка.